# Kazimierz Korybutiak
Kazimierz Korybutiak (* 7. Oktober 1927 in Warschau) ist ein polnischer Pianist und Musikpädagoge.
Korybutiak studierte an der Musikakademie Łódź Klavier bei Maria Wiłkomirska und unterrichtete an der Musikhochschule Warschau. Er gab bereits während seiner Studienzeit Konzerte und erwarb sich den Ruf eines außerordentlichen Interpreten der virtuosen Klavierwerke Fryderyk Chopins und Franz Liszts.